# José de Abreu Machado Ortigão

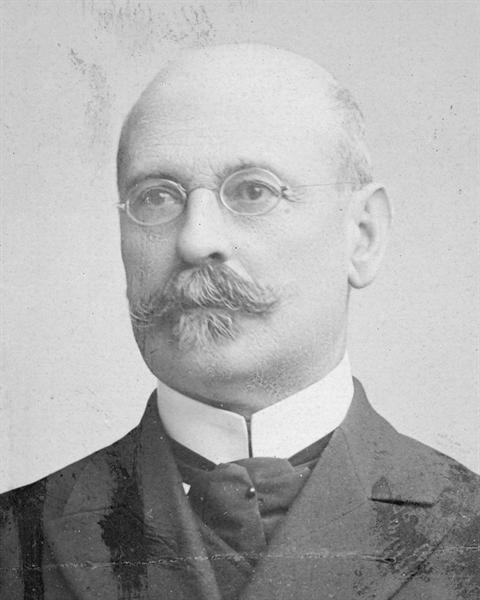
José Ramalho de Abreu Macedo Ortigão

José Ramalho de Abreu de Macedo Ortigão (Faro, 20 de Setembro de 1854 – Faro, 28 de Abril de 1939) foi um político e militar português.

## Biografia
Deu início à sua carreira militar com o assentamento como voluntário no Regimento de Infantaria N.º 4, onde foi, graças aos seus bons serviços, sendo promovido, primeiro a alferes, corria o ano de 1876, depois a tenente, em 1883; capitão, corria o ano de 1888; depois major, já em 1900; e, finalmente, tenente-coronel, em 1906. 
Depois, já em 1909, quando já estava na reserva foi graduado como general, em 1909. Encontrava-se nesta altura incapacitado para o serviço pela cegueira. 
Foi em 1924 que passou à reforma, e foi durante o tempo que esteve no activo, e antes de 1906 que fez serviço em Angra do Heroísmo, instalado no Castelo de São Filipe, localizado no Monte Brasil, como ajudante de ordens do rei D. Carlos I de Portugal e ajudante de campo honorário do rei D. Manuel II.
Como político defendeu os ideais do então Partido Regenerador Liberal, chegando a ser indigitado como deputado pelo círculo de Angra do Heroísmo, sendo eleito no entanto com dificuldade e por intervenção do governador civil, também franquista, José Pereira da Cunha, ainda seu parente. 
Enquanto deputado, nunca usou da palavra na Câmara. 